# Brainstorm (Letse band)

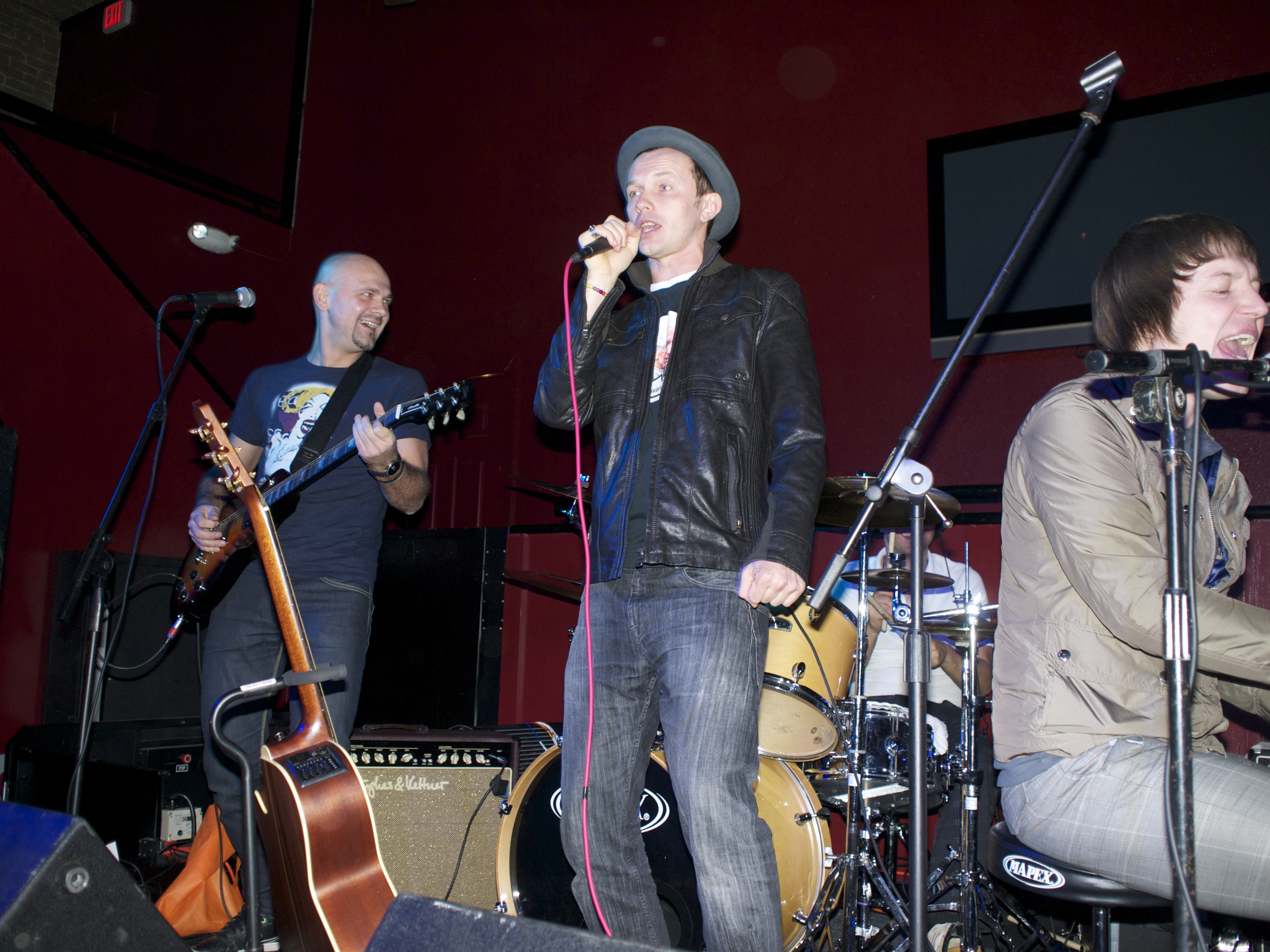
Brainstorm in 2010

Brainstorm, of Prāta Vētra, is een rock/popband uit Letland. Brainstorm bestaat uit Renārs Kaupers (zanger), Jānis Jubalts (gitaar), Māris Mihelsons (piano) en Kaspars Roga (drums).
Brainstorm was de eerste Letse inzending voor het Eurovisiesongfestival ooit, en werd al onmiddellijk derde in 2000, met het liedje My Star. De band brak vervolgens door in heel Europa.
De band werd gevormd in 1989, de leden zaten samen bij elkaar op school. In september 1992 kwam hun eerste single uit, Jo tu nāc. In 1996 stonden ze 9 weken op 1 in de hitparade met Tavas mājas manā azotē.
Gundars Mauševics was oorspronkelijk ook lid van de band, maar stierf bij een auto-ongeluk op 24 mei 2004.

## Discografie
- Vairāk nekā skaļi (1993)
- Vietu nav (1994)
- Veronika (1996)
- Viss ir tieši tā kā Tu vēlies (1997)
- Starp divām saulēm (1999)
- Among The Suns (2000)
- Izlase '89-'99 (2000)
- Kaķēns, kurš atteicās no jūrasskolas (2001)
- Online (2001)
- Dienās, kad lidlauks pārāk tāls (2003)
- A Day Before Tomorrow (2003)
- Veronika (2004)
- Četri krasti (2005)
- Four shores (2006)